# سان اسپات (نیومکزیکو)
سان اسپات (به انگلیسی: Sunspot) یک محدوده ثبت‌نشده‌ در ایالات متحده آمریکا است که در شهرستان آترو، نیومکزیکو واقع شده‌است. سان اسپات ۲٬۷۹۹٫۹۳ متر بالاتر از سطح دریا واقع شده‌است.